# آندرس مون
آندرس مون (نروژی: Anders Moen; ۱ اکتبر ۱۸۸۷ – ۵ ژوئیهٔ ۱۹۶۶) ژیمناست هنری اهل نروژ بود.